# Iphiona mucronata
Iphiona mucronata là một loài thực vật có hoa trong họ Cúc. Loài này được (Forssk.) Asch. & Schweinf. mô tả khoa học đầu tiên năm 1887.